# Верхній Сепич
Верхній Се́пич (рос. Верхний Сепыч) — присілок в Глазовському районі Удмуртії, Росія.

## Населення
Населення — 27 осіб (2010; 61 в 2002).
Національний склад станом на 2002 рік:
- удмурти — 100 %

## Урбаноніми
- вулиці — Зарічна, Східна.[3]